# Hugo Heimann
Hugo Heimann (Konitz (Pruisen), 15 april 1859 - New York, 23 februari 1951) was een Duitse uitgever, mecenas en sociaaldemocratisch politicus.

## Biografie
Heimann was de zoon van een Joodse koopman en volgde onderwijs aan het Gymnasium zum Grauen Kloster in Berlijn. Hij ging zonder diploma van school en na tussen 1880 en 1884 in Londen stage gelopen te hebben in het boek- en uitgeverijvak, keerde hij naar Berlijn terug. Hij werd vervolgens vennoot van de J. Guttentagsche Verlagsbuchhandlung en in 1890 eigenaar (tot 1900; deze uitgeverij fuseerde in 1919 met Walter de Gruyter). De verkoop van de uitgeverij bezorgde hem een aanzienlijk fortuin, waardoor Heimann kon gaan rentenieren.
Hij kreeg bekendheid als een gulle beschermheer van de arbeidersbeweging. Zo stichtte hij in 1899 de 1e Volksbibliotheek in de Berlijnse wijk Kreuzberg, die hij in 1919 aan de stad Berlijn schonk. Later kwam er nog een bibliotheek bij. Hij was ook lid van de Berlijnse asielvereniging voor daklozen. In 1901 liet Heimann aan de Prinzenallee in Gesundbrunnen de zogenaamde "Rote Häuser" bouwen. Door de eigendom over te dragen aan  Berlijnse sociaaldemocraten als Karl Liebknecht, Eduard Bernstein en Paul Singer werden deze huiseigenaren en konden ze daardoor verkozen worden in de gemeenteraad.
Heimann was zelf lid van de SPD en vriend en vertrouweling van August Bebel en Paul Singer. Van 1900 tot 1932 was Heimann gemeenteraadslid voor zijn partij. Van 1911 tot 1925 was hij voorzitter van de sociaaldemocratische fractie en van 1919 tot 1932 voorzitter van de gemeenteraad.
In de landelijke politiek was hij tussen 1906 en 1917 voorzitter van de centrale onderwijscommissie van de SPD. In 1908 was Heimann een van de eerste acht sociaaldemocraten die ondanks het drieklassenkiesrecht in de Pruisische Landdag verkozen werden. Tijdens de Novemberrevolutie was hij volksvertegenwoordiger in Berlijn en tussen 1919 en 1920 lid van de Nationale Vergadering van Weimar. Aansluitend was hij van 1920 tot 1932 lid van de Rijksdag. Zowel in de Nationale Vergadering als in de Rijksdag fungeerde hij met enkele korte onderbrekingen als voorzitter van de begrotingscommissie. 
Tijdens het nationaalsocialistisch bewind bleef Heimann aanvankelijk in Berlijn, maar emigreerde in 1939 naar Groot-Brittannië en later naar de Verenigde Staten. Na de oorlog keerde hij nooit meer naar Duitsland terug. Een zoon van Heimann was de sociaal-econoom Eduard Heimann.

## Eretekens en nagedachtenis
In 1926 werd Heimann tot 56e ereburger van Berlijn benoemd. Vanwege zijn Jood-zijn ontnamen de nationaalsocialisten Heimann diens ereburgerschap, dat hij in 1947 echter opnieuw ontving. Op de dag van zijn begrafenis in New York hingen de vlaggen op de openbare gebouwen in Berlijn halfstok. In Berlijn herinneren een gedenkplaat in de Prinzenallee, de Hugo-Heimann-Brücke, de Hugo Heimann Bibliothek, de Hugo-Heimann-Straße en de verschillende Hugo-Heimann-Schulen aan hem.

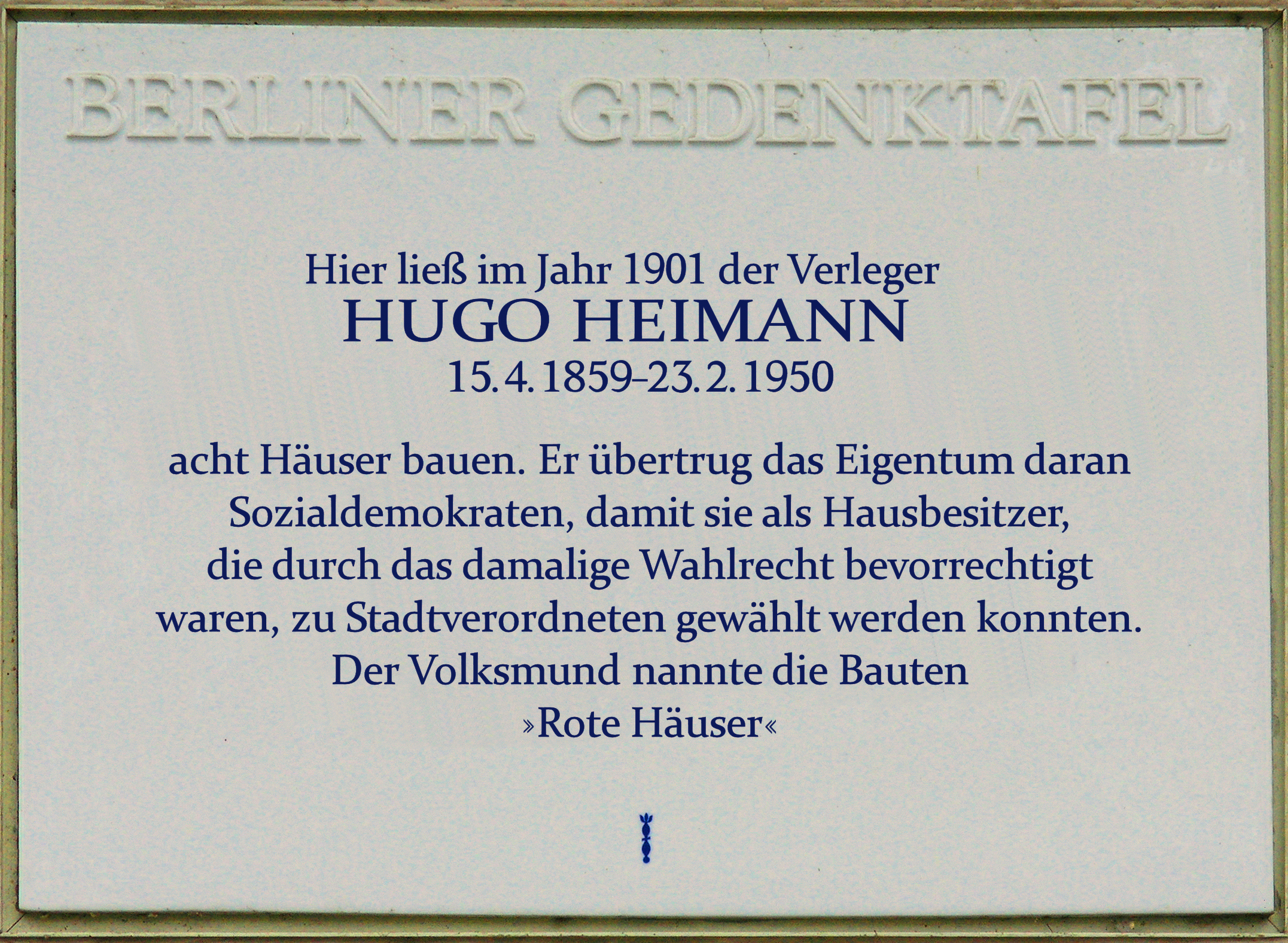
Berliner Gedenktafel in Gesundbrunnen (Prinzenallee 46a)